# Hauryłowa
Hsuryłowa (biał. Гаўрылова, ros. Гаврилово, Gawriłowo) – chutor na Białorusi, w obwodzie witebskim, w rejonie brasławskim, w sielsowiecie Achremowce. W 2019 liczył 2 mieszkańców.